# Francesco Parrino (politico)
Francesco Parrino (Alcamo, 16 gennaio 1931 – Milano, 26 novembre 1985) è stato un politico italiano, esponente del Partito Socialista Democratico Italiano, ed ex sottosegretario dei Beni culturali.

## Biografia
Francesco Parrino era di ascendenza arbëreshë. Docente di lettere, nel giugno 1979 è eletto al Senato della Repubblica nel collegio di Alcamo per il PSDI nell'VIII legislatura, dove è vice presidente della commissione pubblica istruzione. Nel dicembre 1982 diviene sottosegretario di Stato ai beni culturali nel governo Fanfani V fino all'agosto 1983.
Rieletto nel giugno 1983 nella IX legislatura, è presidente della commissione difesa del Senato. Muore improvvisamente nel novembre di due anni dopo, all'età di 54 anni; gli subentra a palazzo Madama il collega Salvatore Bellafiore.
Nelle elezioni successive del 1987 la moglie Vincenza Bono si candida nel suo stesso collegio e viene eletta.